# 셜록 (소프트웨어)
셜록 (Sherlock)은 셜록 홈즈의 이름에서 따온 소프트웨어로, 애플이 맥 OS에 맞추어 맥 OS 8.5에 도입하기 위해 맥 OS 파인더의 파일 검색 기능의 확장판으로서 만든 파일 및 웹 검색 도구이다. 전작과 비슷하게, 애플서치(AppleSearch)에서 볼 수 있는 동일한 기본 색인 코드와 검색 논리를 이용하여 로컬 파일과 파일 콘텐츠를 검색할 수 있다.

## 셜록 3의 채널
셜록 3 검색 플러그인은 웹 애플리케이션이다. 최신 버전의 확인을 위해 서버에서 내려받아 사용한다.
기본적으로 10개의 채널이 제공된다:
- 인터넷 (Internet)
- 사진 (Pictures)
- 주식 (Stocks)
- 영화 (Movies)
- 이베이 (eBay)
- 항공편 (Flights)
- 사전 (Dictionary)
- 번역 (Translation)
- 애플케어 (AppleCare)

## 같이 보기
- 오픈서치